# 西蒙·申普
西蒙·申普（德語：Simon Schempp，1988年11月14日—）生于巴登-符腾堡穆特朗根，是一名德国男子冬季两项运动员。申普一开始练习的项目是高山滑雪，他在13岁时改练冬季两项，一开始他的父亲担任他的教练，直到他16岁离开家。2009年3月，他在加拿大威士拿完成了自己的世界杯首秀。申普的女友是同为冬季两项选手的弗兰齐斯卡·普罗伊斯。